# Remígio
Remígio este un municipiu din statul Paraíba, Brazilia, localizat în microregiune Curimataú Ocidental. Conform datelor IGBE, localitate are o populație de 14 706 locuitori și o suprafață de 178 km².